# Leonid Ivanov
Leonid Gennadijevitsj Ivanov (Russisch: Леонид Геннадьевич Иванов) (Leningrad, 28 februari 1944 – Sint-Petersburg, 19 juni 2010) was een Sovjet-Russische basketballer die uitkwam voor het nationale team van de Sovjet-Unie. Hij werd een Meester in de sport van de Sovjet-Unie in 1973.

## Carrière
Van 1961 tot 1965 speelde hij voor Boerevestnik Leningrad en van 1966 tot 1975 voor Spartak Leningrad. Met Spartak behaalde hij in 1975 het landskampioenschap van de Sovjet-Unie. Spartak was op dat moment een van de sterkste teams in de Sovjet-Unie. Ivanov werd ook vijf keer tweede en een keer derde in de competitie. Ook in Europa behaalde hij succes met twee keer winst in de Saporta Cup.
Toen hij negentien jaar was debuteerde hij voor het nationale team van de Sovjet-Unie op de wereldkampioenschappen in Rio de Janeiro in 1963. In de wedstrijd tegen de Verenigde Staten maakte hij het beslissende punt dat de Sovjet-Unie de bronzen medaille bezorgde.
Hij is afgestudeerd aan de Maritieme Technische Universiteit van Leningrad (GDOLIFK). Sinds 1977 was hij werkzaam als coach van het herenteam van "Svetlana" in Leningrad.
Hij stierf na een ziekte op 19 juni 2010. Hij werd begraven op de Noorder-begraafplaats in Sint-Petersburg.

## Erelijst
- Landskampioen Sovjet-Unie: 1
  - Winnaar: 1975
  - Tweede: 1970, 1971, 1972, 1973, 1974
  - Derde: 1969
- Saporta Cup: 2
  - Winnaar: 1973, 1975
  - Runner-up: 1971
- Wereldkampioenschap:
  - Brons: 1963